# Terre de Lambert
Pour les articles homonymes, voir Lambert.
La Terre de Lambert est une zone terrestre – peut-être une péninsule ou une île – dans la Terre du roi Frédéric VIII, au nord-est du Groenland.
Sur le plan administratif, elle appartient a Parc national du Nord-Est du Groenland.

## Géographie
La Terre de Lambert est délimitée au nord par le Nioghalvfjerdsbrae, à l'est par la mer du Groenland et au sud par le Zachariae Isstrom, au-delà duquel s'élève la Terre du duc d'Orléans. Le fjord Jomfru Tidsfordriv est un petit fjord situé sur la côte est. Le cap Drygalsky est son promontoire oriental. Au nord-est se trouvent les îles Gamle Jim et au sud-est la baie Jokel. La Terre de Lambert est en grande partie non glaciaire.

## Histoire

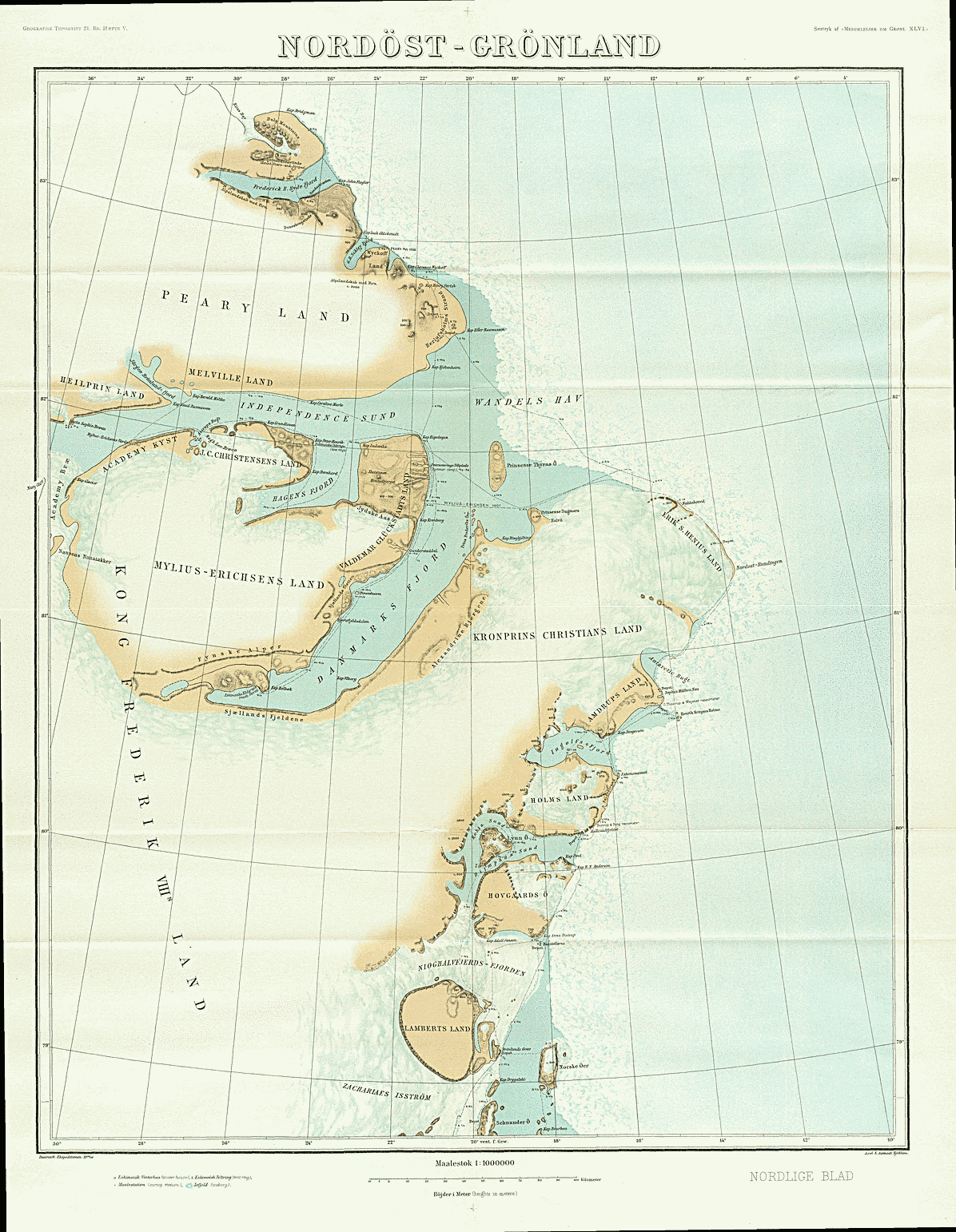
Plan de 1911 montrant la Terre de Lambert.

La Terre de Lambert a été nommé lors de l'Expédition Danmark (1906-1908) d'après un nom trouvé sur une carte de 1718 d'un obscur baleinier hollandais qui avait aperçu cette terre en 1670.
Jørgen Brønlund, le dernier survivant de l'infortunée équipe dirigeante de l'expédition, atteint la Terre de Lambert où des vivres avaient été laissées, mais meurt d'épuisement peu après. Son corps est retrouvé par Johan Peter Koch et Tobias Gabrielsen (de), un explorateur polaire groenlandais, à la mi-mars 1908. Il avait avec lui son journal intime où il relate sa mort, et les croquis cartographiques de Niels Peter Høeg Hagen. Ludvig Mylius-Erichsen et Hagen étaient morts plus au nord. Brønlund a été enterré à Kap Bergendahl dans le sud-est de la Terre de Lambert, aujourd'hui connu sous le nom de Brønlund's Grave (danois : Brønlunds Grav).
En 1980, des vestiges archéologiques d'anciennes habitations inuites y ont été découverts.